# 정영양

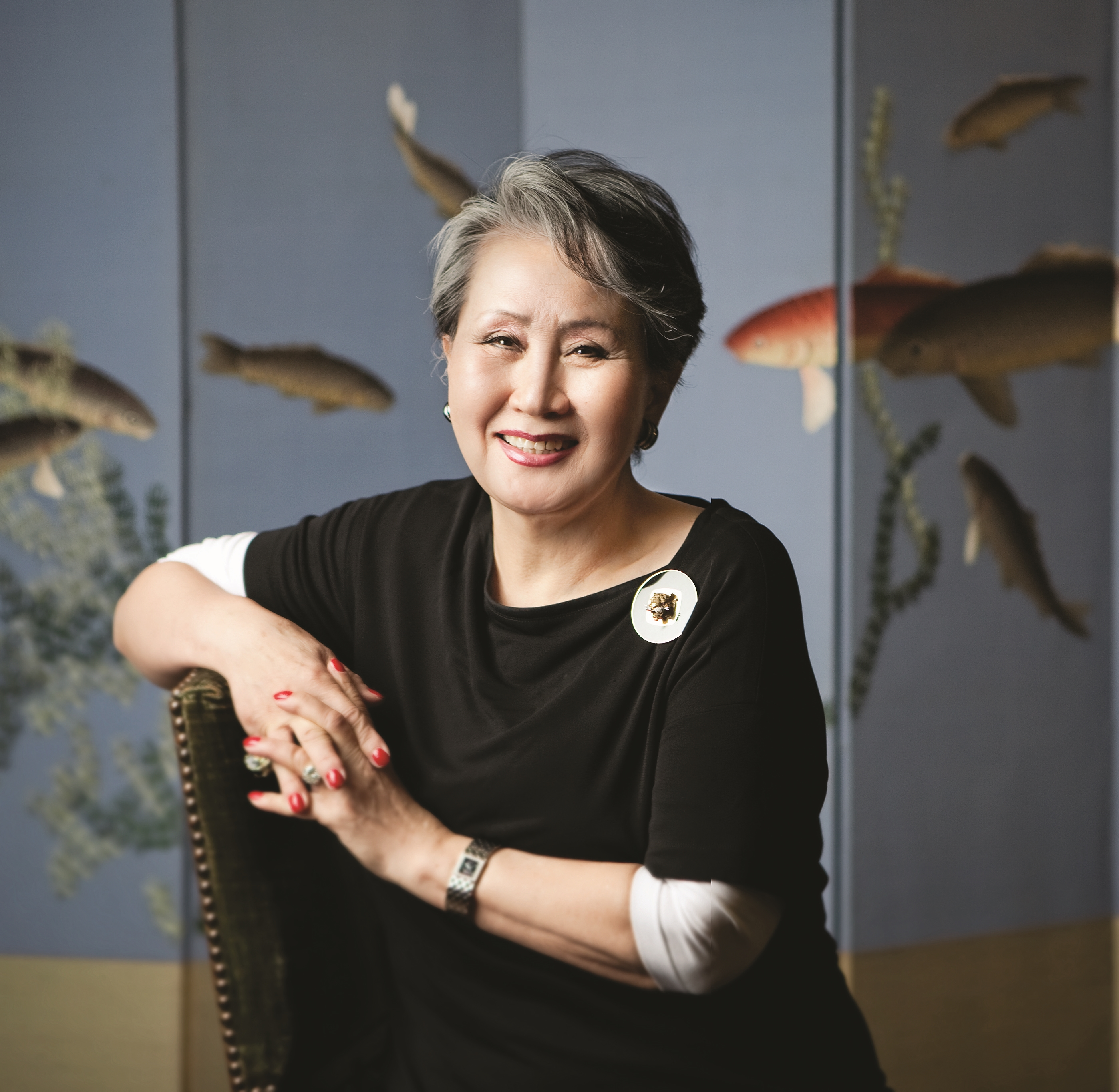
정영양 관장, 정영양자수박물관

정영양 박사는 텍스타일 역사학자이자 자수가다. 1976년 뉴욕대학교에서 “자수의 기원 및 중국, 일본, 한국에서 자수의 역사적 발전”에 관한 박사학위를 취득하였다.  
정영양 박사는 2001년 서울 숙명여자대학교에서 명예 박사 학위를 받았으며, 2013년 박사학위 수여식에서 뉴욕대 스타인하르트 문화교육인간개발학교(SHU)로부터 명예 졸업생 공로상을 받았다.

## 자수 예술가이자 연구자
정영양 박사는 자수가일 뿐만 아니라 동아시아 전통 텍스타일 역사학자이자 뛰어난 수집가로서 그녀의 일생을 섬유 예술에 바쳤다. 스미소니언 협회 Smithsonian Institution와  협회와 대한민국 청와대를 포함한 세계 여러 박물관에서 정영양 박사의 자수 작품을 소장하고 있다. 
정영양 박사의 저서로는 『The Art of Oriental Embroidery: History, Aesthetics, and Techniques』 (1979년), 『Silken Threads: A History of Embroidery in China, Korea, Japan, and Vietnam』 (2005년) 등이 대표적이다. 전시, 교육, 연구시설로는 2004년 5월 서울 숙명여자대학교에서 정영양자수박물관 보관됨 2022-12-07 - 웨이백 머신 (C.E.M)을 개관했다.
자수의 역사성을 강조한 첫 번째 저서 『The Art of Oriental Embroidery: History, Aesthetics, and Techniques』(1979년)은 섬유예술을 비주류 예술로 구분 짓는 기존의 인식을 없애는데 주력하고 있다. 2005년 미국에서 출판된 『Silken Threads』는 자수의 역사를 총망라한 정박사 일생의 연구 성과이며 자수에 대한 종합적인 학술 텍스트북이다.       

## 정영양자수박물관
숙명여자대학교 정영양자수박물관 보관됨 2022-12-07 - 웨이백 머신 (C.E.M)은 국제적인 무대에서 활약하고 있는 정영양 박사와 미래지향적인 문화 비전을 유지하고 있는 숙명여대의 합작을 통해 2004년 5월에 문을 열었다. 
정영양자수박물관의 소장품으로는 기원전 4세기에서 3세기로 추정되는 견사자수가 놓인 청동 거울을 비롯하여 현대 자수품과 종교 복식, 갑옷, 병풍, 혼례복, 의자, 황실복, 흉배 등의 중국자수와 일본을 비롯한 세계 자수품들이 있다. 박물관의 광범위한 소장품은 전 세계의 섬유 예술을 발전시킨 기술과 양식의 문화 교류를 보여준다.  
또한 전시장, 도서관, 유물 보존처리실을 비롯한 C.E.M. 텍스타일 스터디 센터, 강의실 등이 있어 자수와 섬유 예술 연구를 이끌어가는 센터가 되고 있다.  
정영양자수박물관은 정영양 박사의 업적과 세계적인 유물을 감상할 수 있는 문화와 역사의 장이 될 것이다.

## 저서
정영양 박사의 저서는 다음과 같습니다. 
- The Origins and Historical Development of Embroidery in China, Japan, and Korea, 1976
- The Art Of Oriental Embroidery, 1979
- Painting with a Needle: Learning The Art Of Silk Embroidery With Young Yang Chung, 2003
- Silken Threads-Embroidered Court Costume, And Rank Insignia Of China, Japan Korea, And Vietnam, 2004